# Аврамов Михайло Петрович
Миха́йло Петро́вич Авра́мов (рос. Михаил Петрович Аврамов; *1681 — †24 серпня 1752, Петербург) — російський письменник.